# Sphaerophragmium evernium
Sphaerophragmium evernium är en svampart som beskrevs av Syd. 1937. Sphaerophragmium evernium ingår i släktet Sphaerophragmium och familjen Raveneliaceae.   Inga underarter finns listade i Catalogue of Life.